# Háromfa, Somogy
Háromfa  este un sat în districtul Nagyatád, județul Somogy, Ungaria, având o populație de 834 de locuitori (2011). 

## Demografie
Componența etnică a satului Háromfa
     Maghiari (86,46%)
     Romi (13,04%)
     Bulgari (0,51%)
Componența confesională a satului Háromfa
     Romano-catolici (70,74%)
     Fără religie (6,24%)
     Reformați (1,08%)
     Necunoscută (21,94%)
Conform recensământului din 2011, satul Háromfa avea 834 de locuitori. Din punct de vedere etnic, majoritatea locuitorilor (86,46%) erau maghiari, cu o minoritate de romi (13,04%).  Din punct de vedere confesional, majoritatea locuitorilor (70,74%) erau romano-catolici, existând și minorități de persoane fără religie (6,24%) și reformați (1,08%). Pentru 21,94% din locuitori nu este cunoscută apartenența confesională.